# Scortechinia
Scortechinia — рід грибів родини Nitschkiaceae. Назва вперше опублікована 1891 року.

## Класифікація
Згідно з базою MycoBank до роду Scortechinia відносять 8 офіційно визнаних видів:
- Scortechinia chaetomioides
- Scortechinia conferta
- Scortechinia diminuspora
- Scortechinia diminutispora
- Scortechinia euomphala
- Scortechinia massae
- Scortechinia uniseriata
- Scortechinia usambarensis